# FIVB World Tour 1999
De FIVB World Tour 1999 vond plaats tussen januari en december 1999. De elfde editie van de mondiale beachvolleybalcompetitie bestond in totaal uit twintig toernooien – waaronder de wereldkampioenschappen – en deed zestien steden aan. Bij de mannen won het Braziliaanse duo José Loiola en Emanuel Rego het eindklassement en bij de vrouwen prolongeerden de Braziliaansen Adriana Behar en Shelda Bede hun titel.

## Kalender
| Plaats        | Categorie              | Geslacht | Datum                         | Prijzengeld |
| ------------- | ---------------------- | -------- | ----------------------------- | ----------- |
| Mar del Plata | Open                   | mannen   | 13 – 17 januari 1999          | $170.000    |
| Acapulco      | Open                   | mannen   | 7 – 11 april 1999             | $170.000    |
| Acapulco      | Open                   | vrouwen  | 7 – 11 april 1999             | $170.000    |
| Toronto       | Open                   | mannen   | 16 – 20 juni 1999             | $170.000    |
| Toronto       | Open                   | vrouwen  | 16 – 20 juni 1999             | $170.000    |
| Moskou        | Open                   | mannen   | 23 – 27 juni 1999             | $170.000    |
| Berlijn       | Open                   | mannen   | 30 juni – 4 juli 1999         | $170.000    |
| Stavanger     | Open                   | mannen   | 7 – 11 juli 1999              | $170.000    |
| Lignano       | Open                   | mannen   | 14 – 18 juli 1999             | $170.000    |
| Marseille     | Wereldkampioenschappen | vrouwen  | 19 – 24 juli 1999             | $300.000    |
| Marseille     | Wereldkampioenschappen | mannen   | 20 – 25 juli 1999             | $300.000    |
| Klagenfurt    | Open                   | mannen   | 28 juli – 1 augustus 1999     | $170.000    |
| Espinho       | Open                   | vrouwen  | 28 juli – 1 augustus 1999     | $170.000    |
| Espinho       | Open                   | mannen   | 4 – 8 augustus 1999           | $170.000    |
| Osaka         | Open                   | vrouwen  | 4 – 8 augustus 1999           | $170.000    |
| Oostende      | Open                   | mannen   | 11 – 15 augustus 1999         | $170.000    |
| Dalian        | Open                   | vrouwen  | 11 – 15 augustus 1999         | $170.000    |
| Tenerife      | Open                   | mannen   | 17 – 22 augustus 1999         | $170.000    |
| Salvador      | Open                   | vrouwen  | 2 – 7 november 1999           | $170.000    |
| Vitória       | Open                   | mannen   | 30 november – 5 december 1999 | $170.000    |

## Resultaten

### Mar del Plata Open
Van 13 tot en met 17 januari 1999
| Mannen | Mannen                               |
| Rang   | Team                                 |
| ------ | ------------------------------------ |
| 1      | José Loiola / Emanuel Rego           |
| 2      | Martín Conde / Eduardo Martínez      |
| 3      | Rogério Ferreira / Guilherme Marques |
| 4      | Zé Marco / Ricardo Santos            |
| 5      | John Child / Mark Heese              |
| 5      | Carl Henkel / Kevin Wong             |
| 7      | Vegard Høidalen / Jørre Kjemperud    |
| 7      | Rob Heidger / Sinjin Smith           |

### Acapulco Open
Van 7 tot en met 11 april 1999
| Mannen | Mannen                               |
| Rang   | Team                                 |
| ------ | ------------------------------------ |
| 1      | Bill Boullianne / Ian Clark          |
| 2      | Rogério Ferreira / Guilherme Marques |
| 3      | Zé Marco / Ricardo Santos            |
| 4      | Martin Laciga / Paul Laciga          |
| 5      | Adam Johnson / Karch Kiraly          |
| 5      | Rob Heidger / Sinjin Smith           |
| 7      | José Loiola / Emanuel Rego           |
| 7      | Juan Ibarra / Joel Sotelo            |

| Vrouwen | Vrouwen                               |
| Rang    | Team                                  |
| ------- | ------------------------------------- |
| 1       | Adriana Behar / Shelda Bede           |
| 2       | Pauline Manser / Kerri Pottharst      |
| 3       | Angela Clarke / Natalie Cook          |
| 4       | Sandra Pires / Adriana Samuel         |
| 5       | Lisa Arce / Barbra Fontana            |
| 5       | Liz Masakayan / Elaine Youngs         |
| 7       | Rebekka Kadijk / Debora Schoon-Kadijk |
| 7       | Annett Davis / Jenny Jordan           |

### Toronto Open
Van 16 tot en met 20 juni 1999
| Mannen | Mannen                               |
| Rang   | Team                                 |
| ------ | ------------------------------------ |
| 1      | Zé Marco / Ricardo Santos            |
| 2      | José Loiola / Emanuel Rego           |
| 3      | Rob Heidger / Kevin Wong             |
| 4      | Adam Johnson / Karch Kiraly          |
| 5      | Martin Laciga / Paul Laciga          |
| 5      | Jan Kvalheim / Bjørn Maaseide        |
| 7      | Rogério Ferreira / Guilherme Marques |
| 7      | John Child / Mark Heese              |

| Vrouwen | Vrouwen                               |
| Rang    | Team                                  |
| ------- | ------------------------------------- |
| 1       | Holly McPeak / Nancy Reno             |
| 2       | Adriana Behar / Shelda Bede           |
| 3       | Annett Davis / Jenny Jordan           |
| 4       | Sandra Pires / Adriana Samuel         |
| 5       | Lisa Arce / Barbra Fontana            |
| 5       | Maike Friedrichsen / Danja Müsch      |
| 7       | Rebekka Kadijk / Debora Schoon-Kadijk |
| 7       | Angela Clarke / Natalie Cook          |

### Moskou Open
Van 23 tot en met 27 juni 1999
| Mannen | Mannen                               |
| Rang   | Team                                 |
| ------ | ------------------------------------ |
| 1      | Miguel Maia / João Brenha            |
| 2      | Zé Marco / Ricardo Santos            |
| 3      | José Loiola / Emanuel Rego           |
| 4      | Martín Conde / Eduardo Martínez      |
| 5      | Rogério Ferreira / Guilherme Marques |
| 5      | Martin Laciga / Paul Laciga          |
| 7      | Carl Henkel / Sinjin Smith           |
| 7      | Vegard Høidalen / Jørre Kjemperud    |

### Berlijn Open
Van 30 juni tot en met 4 juli 1999
| Mannen | Mannen                          |
| Rang   | Team                            |
| ------ | ------------------------------- |
| 1      | Zé Marco / Ricardo Santos       |
| 2      | Martin Laciga / Paul Laciga     |
| 3      | Javier Bosma / Fabio Díez       |
| 4      | John Child / Mark Heese         |
| 5      | Giovane Gávio / Tande Ramos     |
| 5      | Rob Heidger / Kevin Wong        |
| 7      | Martín Conde / Eduardo Martínez |
| 7      | Jody Holden / Conrad Leinemann  |

### Stavanger Open
Van 7 tot en met 11 juli 1999
| Mannen | Mannen                               |
| Rang   | Team                                 |
| ------ | ------------------------------------ |
| 1      | José Loiola / Emanuel Rego           |
| 2      | Rogério Ferreira / Guilherme Marques |
| 3      | Zé Marco / Ricardo Santos            |
| 4      | Martin Laciga / Paul Laciga          |
| 5      | John Child / Mark Heese              |
| 5      | Julien Prosser / Lee Zahner          |
| 7      | Martín Conde / Eduardo Martínez      |
| 7      | Giovane Gávio / Tande Ramos          |

### Lignano Open
Van 14 tot en met 18 juli 1999
| Mannen | Mannen                               |
| Rang   | Team                                 |
| ------ | ------------------------------------ |
| 1      | José Loiola / Emanuel Rego           |
| 2      | Rogério Ferreira / Guilherme Marques |
| 3      | Martín Conde / Eduardo Martínez      |
| 4      | Rob Heidger / Kevin Wong             |
| 5      | Zé Marco / Ricardo Santos            |
| 5      | Javier Bosma / Fabio Díez            |
| 7      | John Child / Mark Heese              |
| 7      | Mariano Baracetti / José Salema      |

### Wereldkampioenschappen Marseille
Van 19 tot en met 25 juli 1999
| Mannen | Mannen                               |
| Rang   | Team                                 |
| ------ | ------------------------------------ |
| 1      | José Loiola / Emanuel Rego           |
| 2      | Martin Laciga / Paul Laciga          |
| 3      | Rogério Ferreira / Guilherme Marques |
| 4      | Javier Bosma / Fabio Díez            |
| 5      | Adam Johnson / Karch Kiraly          |
| 5      | Julien Prosser / Lee Zahner          |
| 7      | Rob Heidger / Kevin Wong             |
| 7      | Carl Henkel / Sinjin Smith           |

| Vrouwen | Vrouwen                          |
| Rang    | Team                             |
| ------- | -------------------------------- |
| 1       | Adriana Behar / Shelda Bede      |
| 2       | Annett Davis / Jenny Jordan      |
| 3       | Liz Masakayan / Elaine Youngs    |
| 4       | Sandra Pires / Adriana Samuel    |
| 5       | Yukiko Takahashi / Mika Saiki    |
| 5       | Ulrike Schmidt / Gudula Staub    |
| 7       | Pauline Manser / Kerri Pottharst |
| 7       | Maike Friedrichsen / Danja Müsch |

### Klagenfurt Open
Van 28 juli tot en met 1 augustus 1999
| Mannen | Mannen                               |
| Rang   | Team                                 |
| ------ | ------------------------------------ |
| 1      | José Loiola / Emanuel Rego           |
| 2      | Zé Marco / Ricardo Santos            |
| 3      | Rogério Ferreira / Guilherme Marques |
| 4      | Dain Blanton / Eric Fonoimoana       |
| 5      | Julien Prosser / Lee Zahner          |
| 5      | Rob Heidger / Kevin Wong             |
| 7      | Javier Bosma / Fabio Díez            |
| 7      | Jan Kvalheim / Bjørn Maaseide        |

### Espinho Open
Van 28 juli tot en met 1 augustus en van 4 tot en met 8 augustus 1999
| Mannen | Mannen                               |
| Rang   | Team                                 |
| ------ | ------------------------------------ |
| 1      | José Loiola / Emanuel Rego           |
| 2      | Rogério Ferreira / Guilherme Marques |
| 3      | Zé Marco / Ricardo Santos            |
| 4      | Martín Conde / Eduardo Martínez      |
| 5      | Martin Laciga / Paul Laciga          |
| 5      | Dain Blanton / Eric Fonoimoana       |
| 7      | Miguel Maia / João Brenha            |
| 7      | Giovane Gávio / Tande Ramos          |

| Vrouwen | Vrouwen                           |
| Rang    | Team                              |
| ------- | --------------------------------- |
| 1       | Annett Davis / Jenny Jordan       |
| 2       | Natalie Cook / Kerri Pottharst    |
| 3       | Liz Masakayan / Elaine Youngs     |
| 4       | Lisa Arce / Barbra Fontana        |
| 5       | Sandra Pires / Adriana Samuel     |
| 5       | Linda Hanley / Nancy Reno         |
| 7       | Ana Paula Connelly / Jackie Silva |
| 7       | Yuki Ishizaka / Rii Seike         |

### Osaka Open
Van 4 tot en met 8 augustus 1999
| Vrouwen | Vrouwen                           |
| Rang    | Team                              |
| ------- | --------------------------------- |
| 1       | Adriana Behar / Shelda Bede       |
| 2       | Natalie Cook / Kerri Pottharst    |
| 3       | Ana Paula Connelly / Jackie Silva |
| 4       | Sandra Pires / Adriana Samuel     |
| 5       | Lisa Arce / Barbra Fontana        |
| 5       | Liz Masakayan / Elaine Youngs     |
| 7       | Annett Davis / Jenny Jordan       |
| 7       | Linda Hanley / Nancy Reno         |

### Oostende Open
Van 11 tot en met 15 augustus 1999
| Mannen | Mannen                                 |
| Rang   | Team                                   |
| ------ | -------------------------------------- |
| 1      | José Loiola / Emanuel Rego             |
| 2      | Zé Marco / Ricardo Santos              |
| 3      | Julien Prosser / Lee Zahner            |
| 4      | Dain Blanton / Eric Fonoimoana         |
| 5      | Rogério Ferreira / Guilherme Marques   |
| 5      | Javier Bosma / Fabio Díez              |
| 7      | Rob Heidger / Kevin Wong               |
| 7      | Christoph Dieckmann / Markus Dieckmann |

### Dalian Open
Van 11 tot en met 15 augustus 1999
| Vrouwen | Vrouwen                             |
| Rang    | Team                                |
| ------- | ----------------------------------- |
| 1       | Adriana Behar / Shelda Bede         |
| 2       | Annett Davis / Jenny Jordan         |
| 3       | Lisa Arce / Barbra Fontana          |
| 4       | Liz Masakayan / Elaine Youngs       |
| 5       | Natalie Cook / Kerri Pottharst      |
| 5       | Sandra Pires / Adriana Samuel       |
| 7       | Chi Rong / Xiong Zi                 |
| 7       | Laura Bruschini / Annamaria Solazzi |

### Tenerife Open
Van 17 tot en met 22 augustus 1999
| Mannen | Mannen                               |
| Rang   | Team                                 |
| ------ | ------------------------------------ |
| 1      | Zé Marco / Ricardo Santos            |
| 2      | Rogério Ferreira / Guilherme Marques |
| 3      | Giovane Gávio / Tande Ramos          |
| 4      | Martin Laciga / Paul Laciga          |
| 5      | Julien Prosser / Lee Zahner          |
| 5      | Adam Johnson / Karch Kiraly          |
| 7      | José Loiola / Emanuel Rego           |
| 7      | Carl Henkel / Sinjin Smith           |

### Salvador Open
Van 2 tot en met 7 november 1999
| Vrouwen | Vrouwen                           |
| Rang    | Team                              |
| ------- | --------------------------------- |
| 1       | Adriana Behar / Shelda Bede       |
| 2       | Liz Masakayan / Elaine Youngs     |
| 3       | Sandra Pires / Adriana Samuel     |
| 4       | Lisa Arce / Barbra Fontana        |
| 5       | Linda Hanley / Nancy Reno         |
| 5       | Eva Celbová / Soňa Nováková       |
| 7       | Ana Paula Connelly / Jackie Silva |
| 7       | Ulrike Schmidt / Gudula Staub     |

### Vitória Open
Van 30 november tot en met 5 december 1999
| Mannen | Mannen                           |
| Rang   | Team                             |
| ------ | -------------------------------- |
| 1      | Zé Marco / Ricardo Santos        |
| 2      | José Loiola / Emanuel Rego       |
| 3      | Roberto Lopes / Franco Neto      |
| 4      | Miguel Maia / João Brenha        |
| 5      | Martin Laciga / Paul Laciga      |
| 5      | Nik Berger / Oliver Stamm        |
| 7      | Martín Conde / Eduardo Martínez  |
| 7      | Márcio Araújo / Benjamin Insfran |

## Prijzen
| Winnaar FIVB World Tour    | Winnaar FIVB World Tour     |
| Mannen                     | Vrouwen                     |
| -------------------------- | --------------------------- |
| José Loiola / Emanuel Rego | Adriana Behar / Shelda Bede |